# (36967) 2000 SV292
2000 SV292 (asteroide 36967) é um asteroide da cintura principal. Possui uma excentricidade de 0.10921930 e uma inclinação de 8.78785º.
Este asteroide foi descoberto no dia 27 de setembro de 2000 por LINEAR em Socorro.